# Miguel Ángel Pecoraro
Miguel Ángel Pecoraro Pacheco (Rosario, 29 de agosto de 1948) es un exfutbolista argentino nacionalizado chileno que se desempeñaba como defensa. Fue campeón de Copa Chile con Palestino en 1975.

## Trayectoria
Comenzó en Central Córdoba de Rosario, y luego pasó a Belgrano, antes de llegar a Atlanta en 1969.
Llegó a Palestino en 1975, y en 1977 pasó a Santiago Morning, en donde realizó un gol que permitió mantener al equipo en Primera al derrotar a Deportes Ovalle.
Pasó a Audax Italiano en 1978, a Rangers en 1981, y se retiró en Ñublense en 1982.

## Clubes
| Club             | País      | Año       |
| ---------------- | --------- | --------- |
| Central Córdoba  | Argentina | 1966      |
| Belgrano         | Argentina | 1967      |
| Atlanta          | Argentina | 1969-1974 |
| Palestino        | Chile     | 1975-1976 |
| Santiago Morning | Chile     | 1977      |
| Audax Italiano   | Chile     | 1978-1979 |
| Rangers          | Chile     | 1981      |
| Ñublense         | Chile     | 1982      |

## Palmarés

### Campeonatos nacionales
| Título     | Club      | País  | Año  |
| ---------- | --------- | ----- | ---- |
| Copa Chile | Palestino | Chile | 1975 |